# Modal Split

Anteil der Zahl der in Deutschland zurückgelegten Wege

Anteil der in Deutschland zurückgelegten Personenkilometer

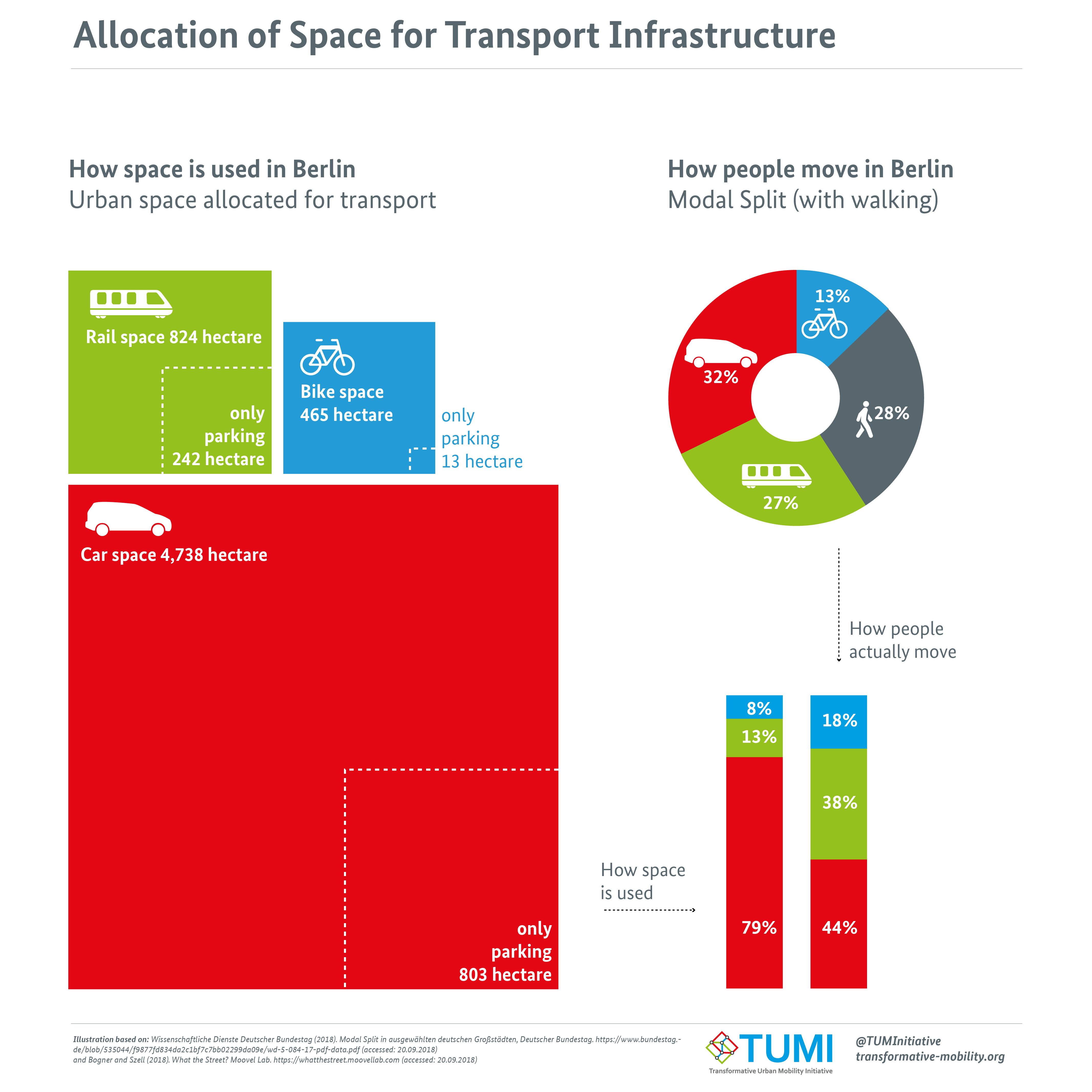
Flächenanspruch verschiedener Verkehrsträger bzw. -mittel sowie Modal split in Berlin (Januar 2019, englisch)

Als Modal split (oft auch Modalsplit geschrieben) wird in der Verkehrsstatistik die Verteilung des Personen-Transportaufkommens auf verschiedene Verkehrsträger oder Verkehrsmittel bezeichnet (von lateinisch „Modus“, Art [des gewählten Verkehrsmittels] und englisch Verb „to split“, aufteilen, spalten usw.). Ein anderer gebräuchlicher Begriff in diesem Zusammenhang ist Verkehrsmittelwahl. Der Modal Split beschreibt dabei individuelles Mobilitätsverhalten, seine Zusammensetzung hängt unter anderem vom jeweiligen Verkehrsangebot und wirtschaftlichen Entscheidungen ab und wird auf unterschiedliche Kennzahlen bezogen wie z. B. die jeweils zurückgelegten Personenkilometer oder lediglich die Anzahl der gewählten Verkehrsmittel unabhängig von der Weglänge. Daher sind die jeweiligen Zahlen nicht immer vergleichbar. Modal split ist dabei nicht zu verwechseln mit Modal shift.

## Bezugsgrößen und Festlegungen
Der Modal Split kann für verschiedene verkehrliche Größen berechnet werden. Am geläufigsten dazu sind (jeweils in einer bestimmten Zeiteinheit)
- die Verkehrsleistung in den Einheiten Personenkilometer (Pkm) bzw. Tonnenkilometer (tkm).
- die Gesamtheit der Wege. Ein Weg ist dabei eine Ortsveränderung von einem Ausgangspunkt zu einem Ziel, der einem bestimmten Zweck dient. Werden für den Weg verschiedene Verkehrsmittel genutzt, zählt das hauptsächlich benutzte Verkehrsmittel.[2]

Je nachdem, wie der Modal Split berechnet wird, kann er sehr unterschiedlich ausfallen. So wurden laut der Verkehrserhebung Mobilität in Deutschland (MiD) im Jahr 2017 in Deutschland beispielsweise 22 % aller Wege, aber nur 3 % aller Personenkilometer zu Fuß zurückgelegt.
Die Festlegung der zu erfassenden Arten der Verkehrsströme ist ebenfalls wichtig. Nachdem ein Untersuchungsraum bestimmt wurde, können die erfassten Verkehre z. B. dem Binnenverkehr, dem Durchgangsverkehr, dem Quell- oder Zielverkehr zugeordnet werden. Der Modal Split der einzelnen Verkehrsströme kann stark variieren. In Münster etwa ist der Anteil des MIV im Zielverkehr (also nach Münster einpendelnde Menschen) deutlich größer als im Binnenverkehr.
Da verschiedene Untersuchungen nicht die gleichen Festlegungen treffen, ist der festgestellte Modal Split meist nur bedingt vergleichbar.

## Gebräuchliche Kategorisierungen der Verkehrsträger

### Im Personennahverkehr
- Motorisierter Individualverkehr (MIV)
  - nach Fahrzeug: PKW, Motorrad etc.
  - nach Beteiligung: Fahrer, Mitfahrer bzw. Beifahrer
- Öffentlicher Verkehr (ÖV)
  - Öffentlicher Personennahverkehr (ÖPNV)
    - Schienenpersonennahverkehr (SPNV)
    - Straßenpersonennahverkehr (ÖSPV)
- Nichtmotorisierter Individualverkehr (NMIV) oder Langsamverkehr
  - Fahrradverkehr
  - Fußverkehr

### Im Personenfernverkehr
- Öffentlicher Verkehr (ÖV)
  - Luftverkehr
  - Eisenbahn: Schienenpersonenfernverkehr (SPFV)
  - Fernbusse
- Individualverkehr (IV)
  - nach Fahrzeug: Pkw, Motorrad etc.
  - nach Beteiligung: Fahrer, Mitfahrer bzw. Beifahrer

### Im Güterverkehr
- Luftfracht
- Straßengüternahverkehr
- Straßengüterfernverkehr
- Werksverkehr
- Schienengüterverkehr
- Rohrleitungsverkehr
- Binnenschifffahrt
- Seefracht

## Vergleich des Modal Split
Verkehrsmittelwahl in der Stadt Nürnberg 2023 in %
Die folgenden Tabellen zeigen – je nach Quelle – den Modal Split des täglichen Berufsverkehrs, aber auch teilweise den Gesamtverkehr der Wohnbevölkerung oder nur den Gesamtanteil am sogenannten Binnenverkehr. Einige Daten basieren auf dem Urban Audit. Die Summe der Prozentzahlen ergibt aufgrund von Rundungsfehlern nicht immer 100 %.

### Städte in Deutschland
| Land                   | Stadt                | zu Fuß | Fahrrad | ÖPNV | Kfz  | Jahr |
| ---------------------- | -------------------- | ------ | ------- | ---- | ---- | ---- |
| Nordrhein-Westfalen    | Aachen               | 33 %   | 14 %    | 13 % | 39 % | 2024 |
| Baden-Württemberg      | Aalen                | 19 %   | 11 %    | 10 % | 60 % | 2013 |
| Bayern                 | Ansbach              | 23 %   | 10 %    | 5 %  | 61 % | 2020 |
| Bayern                 | Augsburg             | 31 %   | 19 %    | 15 % | 34 % | 2018 |
| Berlin                 | Berlin               | 34 %   | 18 %    | 26 % | 22 % | 2023 |
| Nordrhein-Westfalen    | Bielefeld            | 17 %   | 18 %    | 14 % | 51 % | 2017 |
| Nordrhein-Westfalen    | Bochum               | 30 %   | 8 %     | 13 % | 49 % | 2023 |
| Nordrhein-Westfalen    | Bonn                 | 32 %   | 21 %    | 18 % | 30 % | 2024 |
| Niedersachsen          | Braunschweig         | 19 %   | 24 %    | 10 % | 47 % | 2016 |
| Bremen                 | Bremen               | 30 %   | 23 %    | 14 % | 33 % | 2023 |
| Sachsen                | Chemnitz             | 35 %   | 7 %     | 12 % | 46 % | 2018 |
| Brandenburg            | Cottbus              | 23 %   | 24 %    | 9 %  | 44 % | 2018 |
| Hessen                 | Darmstadt            | 29 %   | 17 %    | 15 % | 39 % | 2017 |
| Sachsen-Anhalt         | Dessau-Roßlau        | 22 %   | 18 %    | 6 %  | 53 % | 2018 |
| Nordrhein-Westfalen    | Dortmund             | 19 %   | 10 %    | 22 % | 49 % | 2019 |
| Sachsen                | Dresden              | 34 %   | 16 %    | 21 % | 29 % | 2023 |
| Nordrhein-Westfalen    | Duisburg             | 28 %   | 10 %    | 10 % | 52 % | 2023 |
| Nordrhein-Westfalen    | Düsseldorf           | 27 %   | 16 %    | 21 % | 36 % | 2018 |
| Niedersachsen          | Emden                | 10 %   | 28 %    | 6 %  | 56 % | 2013 |
| Thüringen              | Erfurt               | 30 %   | 13 %    | 18 % | 40 % | 2018 |
| Bayern                 | Erlangen             | 31 %   | 29 %    | 12 % | 28 % | 2023 |
| Nordrhein-Westfalen    | Essen                | 19 %   | 7 %     | 19 % | 55 % | 2019 |
| Schleswig-Holstein     | Flensburg            | 24 %   | 24 %    | 8 %  | 44 % | 2021 |
| Hessen                 | Frankfurt am Main    | 32 %   | 15 %    | 24 % | 29 % | 2023 |
| Baden-Württemberg      | Freiburg im Breisgau | 29 %   | 34 %    | 16 % | 21 % | 2017 |
| Hessen                 | Fulda                | 23 %   | 8 %     | 10 % | 60 % | 2018 |
| Bayern                 | Fürth                | 31 %   | 14 %    | 15 % | 40 % | 2023 |
| Nordrhein-Westfalen    | Gelsenkirchen        | 21 %   | 9 %     | 14 % | 55 % | 2015 |
| Thüringen              | Gera                 | 27 %   | 5 %     | 13 % | 54 % | 2018 |
| Hessen                 | Gießen               | 27 %   | 20 %    | 13 % | 40 % | 2018 |
| Nordrhein-Westfalen    | Gummersbach          | 21 %   | 4 %     | 13 % | 62 % | 2023 |
| Nordrhein-Westfalen    | Hagen                | 16 %   | 3 %     | 19 % | 62 % | 2017 |
| Sachsen-Anhalt         | Halle (Saale)        | 32 %   | 15 %    | 16 % | 38 % | 2018 |
| Hamburg                | Hamburg              | 32 %   | 15 %    | 24 % | 29 % | 2023 |
| Hessen                 | Hanau                | 24 %   | 12 %    | 13 % | 51 % | 2018 |
| Niedersachsen          | Hannover             | 26 %   | 19 %    | 19 % | 36 % | 2017 |
| Baden-Württemberg      | Heidelberg           | 29 %   | 33 %    | 14 % | 24 % | 2023 |
| Nordrhein-Westfalen    | Herne                | 16 %   | 10 %    | 13 % | 60 % | 2018 |
| Thüringen              | Jena                 | 40 %   | 16 %    | 16 % | 27 % | 2023 |
| Rheinland-Pfalz        | Kaiserslautern       | 29 %   | 7 %     | 10 % | 53 % | 2018 |
| Baden-Württemberg      | Karlsruhe            | 25 %   | 31 %    | 12 % | 33 % | 2018 |
| Hessen                 | Kassel               | 31 %   | 11 %    | 18 % | 40 % | 2018 |
| Schleswig-Holstein     | Kiel                 | 33 %   | 24 %    | 11 % | 33 % | 2023 |
| Rheinland-Pfalz        | Koblenz              | 28 %   | 9 %     | 10 % | 53 % | 2018 |
| Nordrhein-Westfalen    | Köln                 | 33 %   | 25 %    | 17 % | 25 % | 2022 |
| Baden-Württemberg      | Konstanz             | 30 %   | 34 %    | 11 % | 25 % | 2018 |
| Sachsen                | Leipzig              | 27 %   | 18 %    | 19 % | 36 % | 2018 |
| Baden-Württemberg      | Leonberg             | 18 %   | 14 %    | 11 % | 57 % | 2023 |
| Schleswig-Holstein     | Lübeck               | 25 %   | 21 %    | 11 % | 43 % | 2020 |
| Rheinland-Pfalz        | Ludwigshafen         | 25 %   | 15 %    | 12 % | 49 % | 2018 |
| Sachsen-Anhalt         | Magdeburg            | 25 %   | 18 %    | 14 % | 43 % | 2018 |
| Rheinland-Pfalz        | Mainz                | 19 %   | 26 %    | 19 % | 36 % | 2023 |
| Baden-Württemberg      | Mannheim             | 32 %   | 20 %    | 12 % | 37 % | 2023 |
| Hessen                 | Marburg              | 32 %   | 11 %    | 15 % | 42 % | 2018 |
| Bayern                 | München              | 33 %   | 21 %    | 22 % | 24 % | 2023 |
| Nordrhein-Westfalen    | Münster              | 12 %   | 44 %    | 10 % | 34 % | 2019 |
| Nordrhein-Westfalen    | Neuss                | 23 %   | 15 %    | 11 % | 51 % | 2018 |
| Bayern                 | Nürnberg             | 30 %   | 15 %    | 23 % | 32 % | 2023 |
| Niedersachsen          | Oldenburg            | 21 %   | 47 %    | 4 %  | 28 % | 2023 |
| Niedersachsen          | Osnabrück            | 22 %   | 24 %    | 9 %  | 45 % | 2018 |
| Nordrhein-Westfalen    | Paderborn            | 18 %   | 23 %    | 7 %  | 52 % | 2018 |
| Brandenburg            | Potsdam              | 24 %   | 23 %    | 21 % | 32 % | 2018 |
| Bayern                 | Regensburg           | 27 %   | 26 %    | 10 % | 37 % | 2023 |
| Mecklenburg-Vorpommern | Rostock              | 37 %   | 19 %    | 17 % | 27 % | 2023 |
| Saarland               | Saarbrücken          | 23 %   | 4 %     | 17 % | 56 % | 2010 |
| Baden-Württemberg      | Schwäbisch Gmünd     | 22 %   | 9 %     | 6 %  | 62 % | 2020 |
| Bayern                 | Schwabach            | 31 %   | 10 %    | 12 % | 47 % | 2023 |
| Mecklenburg-Vorpommern | Schwerin             | 34 %   | 15 %    | 13 % | 37 % | 2023 |
| Baden-Württemberg      | Sindelfingen         | 28 %   | 15 %    | 7 %  | 49 % | 2018 |
| Mecklenburg-Vorpommern | Stralsund            | 30 %   | 22 %    | 7 %  | 42 % | 2018 |
| Baden-Württemberg      | Stuttgart            | 35 %   | 11 %    | 26 % | 28 % | 2024 |
| Rheinland-Pfalz        | Trier                | 25 %   | 14 %    | 11 % | 50 % | 2018 |
| Baden-Württemberg      | Tübingen             | 30 %   | 23 %    | 15 % | 32 % | 2018 |
| Thüringen              | Weimar               | 29 %   | 16 %    | 10 % | 45 % | 2019 |
| Hessen                 | Wiesbaden            | 34 %   | 8 %     | 16 % | 42 % | 2024 |
| Nordrhein-Westfalen    | Wuppertal            | 22 %   | 8 %     | 12 % | 58 % | 2020 |
| Sachsen                | Zwickau              | 27 %   | 5 %     | 10 % | 58 % | 2018 |
| Land                   | Stadt                | zu Fuß | Fahrrad | ÖPNV | Kfz  | Jahr |

### Städte in Österreich
| Land             | Stadt      | zu Fuß | Fahrrad | ÖPNV | Kfz  | Jahr |
| ---------------- | ---------- | ------ | ------- | ---- | ---- | ---- |
| Vorarlberg       | Bregenz    | 30 %   | 19 %    | 14 % | 37 % | 2017 |
| Burgenland       | Eisenstadt | 26 %   | 2 %     | 2 %  | 70 % | 2014 |
| Steiermark       | Graz       | 22 %   | 19 %    | 22 % | 37 % | 2024 |
| Tirol            | Innsbruck  | 24 %   | 30 %    | 18 % | 28 % | 2022 |
| Kärnten          | Klagenfurt | 24 %   | 12 %    | 9 %  | 55 % | 2018 |
| Oberösterreich   | Linz       | 26 %   | 11 %    | 21 % | 42 % | 2022 |
| Land Salzburg    | Salzburg   | 19 %   | 21 %    | 15 % | 44 % | 2018 |
| Niederösterreich | St. Pölten | 16 %   | 11 %    | 17 % | 56 % | 2012 |
| Wien             | Wien       | 30 %   | 11 %    | 34 % | 25 % | 2024 |

### Städte in der Schweiz
| Kanton             | Stadt      | zu Fuß | Fahrrad | ÖV   | MIV  | übrige |
| ------------------ | ---------- | ------ | ------- | ---- | ---- | ------ |
| Kanton Basel-Stadt | Basel      | 42 %   | 21 %    | 16 % | 20 % | 1 %    |
| Kanton Bern        | Bern       | 36 %   | 19 %    | 20 % | 23 % | 1 %    |
| Kanton Luzern      | Luzern     | 44 %   | 9 %     | 18 % | 28 % | 2 %    |
| Kanton St. Gallen  | St. Gallen | 35 %   | 7 %     | 18 % | 38 % | 1 %    |
| Kanton Zürich      | Winterthur | 34 %   | 16 %    | 17 % | 32 % | 1 %    |
| Kanton Zürich      | Zürich     | 38 %   | 11 %    | 25 % | 25 % | 1 %    |

### Städte weltweit mit über 1 Million Einwohnern
| Land                   | Stadt         | zu Fuß | Fahrrad | ÖPNV   | Kfz    | Jahr      |
| ---------------------- | ------------- | ------ | ------- | ------ | ------ | --------- |
| Australien             | Adelaide      | 3 %    | 1 %     | 11 %   | 85 %   | 2016      |
| Vereinigte Staaten     | Atlanta       | 1 %    | 0 %     | 3 %    | 86 %   | 2016      |
| Neuseeland             | Auckland      | 3 %    | 1 %     | 6 %    | 89 %   | 2009–2012 |
| Spanien                | Barcelona     | 40 %   | 2 %     | 33 %   | 25 %   | 2012      |
| Vereinigtes Konigreich | Birmingham    | 1 %    | 1 %     | 25 %   | 66 %   | 2001      |
| China Volksrepublik    | Peking        | 21 %   | 32 %    | 26 %   | 21 %   | 2005/2011 |
| Australien             | Brisbane      | 4 %    | 1 %     | 14 %   | 81 %   | 2016      |
| Kolumbien              | Bogotá        | 15 %   | 2 %     | 64 %   | 19 %   | 2008      |
| Ungarn                 | Budapest      | 32 %   | 1 %     | 47 %   | 20 %   | 2011      |
| Vereinigte Staaten     | Chicago       | 3 %    | 1 %     | 13 %   | 77 %   | 2016      |
| Vereinigte Staaten     | Dallas        | 1 %    | 0 %     | 2 %    | 90 %   | 2016      |
| Indien                 | Delhi         | 21 %   | 12 %    | 48 %   | 19 %   | 2008/2011 |
| Vereinigte Staaten     | Houston       | 2 %    | 0 %     | 4 %    | 91 %   | 2016      |
| Vereinigtes Konigreich | London        | 21 %   | 2 %     | 44 %   | 34 %   | 2011      |
| Vereinigte Staaten     | Los Angeles   | 3 %    | 1 %     | 5 %    | 85 %   | 2016      |
| Spanien                | Madrid        | 38,8 % | 38,8 %  | 34,4 % | 25,4 % | 2019      |
| Australien             | Melbourne     | 4 %    | 2 %     | 19 %   | 76 %   | 2016      |
| Mexiko                 | Mexiko-Stadt  | 1 %    | 1 %     | 71 %   | 22 %   | 2019      |
| Indien                 | Mumbai        | 27 %   | 6 %     | 52 %   | 15 %   | 2008/2011 |
| Vereinigte Staaten     | New York City | 6 %    | 1 %     | 33 %   | 55 %   | 2016      |
| Japan                  | Osaka         | 27 %   | 0 %     | 34 %   | 39 %   | 2000      |
| Frankreich             | Paris         | 61 %   | 3 %     | 27 %   | 9 %    | 2010      |
| Australien             | Perth         | 3 %    | 1 %     | 12 %   | 84 %   | 2016      |
| Vereinigte Staaten     | Philadelphia  | 4 %    | 1 %     | 12 %   | 80 %   | 2016      |
| Vereinigte Staaten     | Phoenix       | 2 %    | 1 %     | 2 %    | 87 %   | 2016      |
| Tschechien             | Prag          | 23 %   | 1 %     | 43 %   | 33 %   | 2009      |
| Italien                | Rom           | 4 %    | 1 %     | 29 %   | 66 %   | 2014      |
| Vereinigte Staaten     | San Antonio   | 2 %    | 0 %     | 3 %    | 90 %   | 2016      |
| Vereinigte Staaten     | San Diego     | 3 %    | 1 %     | 3 %    | 85 %   | 2016      |
| Vereinigte Staaten     | San Francisco | 5 %    | 2 %     | 20 %   | 64 %   | 2016      |
| Vereinigte Staaten     | San José      | 2 %    | 5 %     | 5 %    | 84 %   | 2016      |
| Vereinigte Staaten     | Seattle       | 4 %    | 1 %     | 10 %   | 77 %   | 2016      |
| China Volksrepublik    | Shanghai      | 27 %   | 20 %    | 33 %   | 20 %   | 2009/2011 |
| Singapur               | Singapur      | 22 %   | 1 %     | 44 %   | 33 %   | 2011      |
| Australien             | Sydney        | 5 %    | 1 %     | 27 %   | 67 %   | 2006      |
| Taiwan                 | Taipei        | 15 %   | 4 %     | 33 %   | 48 %   | 2009/2010 |
| Japan                  | Tokio         | 23 %   | 14 %    | 51 %   | 12 %   | 2008/2009 |
| Kanada                 | Toronto       | 7 %    | 2 %     | 34 %   | 56 %   | 2006      |
| Polen                  | Warschau      | 5 %    | 1 %     | 60 %   | 34 %   | 2009      |
| Land                   | Stadt         | zu Fuß | Fahrrad | ÖPNV   | Kfz    | Jahr      |

### Städte weltweit mit über 500.000 Einwohnern
| Land               | Stadt            | zu Fuß | Fahrrad | ÖPNV | Kfz  | Jahr |
| ------------------ | ---------------- | ------ | ------- | ---- | ---- | ---- |
| Niederlande        | Amsterdam        | 4 %    | 38 %    | 30 % | 28 % | 2010 |
| Vereinigte Staaten | Boston           | 14 %   | 2 %     | 35 % | 45 % | 2009 |
| Niederlande        | Den Haag         | 15 %   | 38 %    | 16 % | 31 % | 2016 |
| Schweden           | Göteborg         | 20 %   | 7 %     | 29 % | 44 % | 2018 |
| Finnland           | Helsinki         | 32 %   | 11 %    | 34 % | 23 % | 2013 |
| Vereinigte Staaten | Indianapolis     | 2 %    | 1 %     | 2 %  | 92 % | 2009 |
| Danemark           | Kopenhagen       | 17 %   | 30 %    | 20 % | 33 % | 2014 |
| Vereinigte Staaten | Las Vegas        | 3 %    | 0 %     | 3 %  | 89 % | 2009 |
| Portugal           | Lissabon         | 10 %   | 2 %     | 30 % | 58 % | 2011 |
| Spanien            | Málaga           | 38 %   | 1 %     | 12 % | 49 % | 2008 |
| Italien            | Neapel           | 13 %   | 0 %     | 26 % | 60 % | 2001 |
| Kanada             | Ottawa           | 10 %   | 2 %     | 14 % | 72 % | 2011 |
| Italien            | Palermo          | 12 %   | 1 %     | 9 %  | 78 % | 2015 |
| Vereinigte Staaten | Portland         | 6 %    | 6 %     | 12 % | 70 % | 2009 |
| Niederlande        | Rotterdam        | 18 %   | 16 %    | 17 % | 49 % | 2008 |
| Schweden           | Stockholm        | 14 %   | 7 %     | 47 % | 32 % | 2011 |
| Vereinigte Staaten | San Francisco    | 10 %   | 3 %     | 32 % | 46 % | 2009 |
| Spanien            | Saragossa        | 17 %   | 0 %     | 29 % | 54 % | 2004 |
| Vereinigte Staaten | Seattle          | 8 %    | 3 %     | 20 % | 63 % | 2009 |
| Spanien            | Sevilla          | 13 %   | 6 %     | 15 % | 64 % | 2012 |
| Italien            | Turin            | 29 %   | 2 %     | 23 % | 43 % | 2013 |
| Spanien            | Valencia         | 41 %   | 4 %     | 23 % | 32 % | 2012 |
| Litauen            | Vilnius          | 36 %   | 0 %     | 26 % | 38 % | 2011 |
| Vereinigte Staaten | Washington, D.C. | 11 %   | 2 %     | 37 % | 43 % | 2009 |
| Land               | Stadt            | zu Fuß | Fahrrad | ÖPNV | Kfz  | Jahr |

### Städte weltweit mit über 100.000 Einwohnern
| Land                   | Stadt        | zu Fuß | Fahrrad | ÖPNV | Kfz  | Jahr      |
| ---------------------- | ------------ | ------ | ------- | ---- | ---- | --------- |
| Danemark               | Aarhus       | 7 %    | 27 %    | 19 % | 43 % | 2004      |
| Spanien                | Alicante     | 18 %   | 0 %     | 13 % | 69 % | 2004      |
| Italien                | Bari         | 13 %   | 1 %     | 14 % | 72 % | 2001      |
| Spanien                | Bilbao       | 23 %   | 0 %     | 34 % | 43 % | 2004      |
| Italien                | Bologna      | 8 %    | 4 %     | 21 % | 67 % | 2001      |
| Slowakei               | Bratislava   | 4 %    | 0 %     | 70 % | 26 % | 2004      |
| Vereinigtes Konigreich | Bristol      | 13 %   | 5 %     | 8 %  | 33 % | 2011      |
| Australien             | Canberra     | 5 %    | 2 %     | 8 %  | 85 % | 2006      |
| Neuseeland             | Christchurch | 6 %    | 8 %     | 9 %  | 78 % | 2009–2012 |
| Spanien                | Córdoba      | 18 %   | 1 %     | 10 % | 71 % | 2004      |
| Niederlande            | Eindhoven    | 3 %    | 24 %    | 8 %  | 65 % | 2004      |
| Italien                | Florenz      | 8 %    | 4 %     | 21 % | 69 % | 2001      |
| Spanien                | Gijón        | 24 %   | 0 %     | 17 % | 59 % | 2004      |
| Spanien                | Las Palmas   | 12 %   | 0 %     | 24 % | 64 % | 2004      |
| Schweden               | Malmö        | 6 %    | 25 %    | 18 % | 51 % | 2011      |
| Spanien                | Murcia       | 18 %   | 1 %     | 7 %  | 74 % | 2004      |
| Estland                | Tallinn      | 16 %   | 0 %     | 50 % | 34 % | 2004      |
| Niederlande            | Utrecht      | 28 %   | 47 %    | 3 %  | 22 % | 2017      |
| Spanien                | Valladolid   | 22 %   | 1 %     | 20 % | 57 % | 2004      |
| Spanien                | Vigo         | 19 %   | 0 %     | 13 % | 68 % | 2004      |
| Neuseeland             | Wellington   | 11 %   | 3 %     | 19 % | 65 % | 2009–2012 |

Notes: Europäische Daten basieren auf dem Urban Audit, US-Daten basieren auf dem Census’ American Community Survey aus dem Jahr 2009, Australische Daten basieren auf dem ABS Census.